# 松熊由紀
松熊 由紀（まつくま ゆき、1951年 - ）は、日本の歌手。福岡県出身。NHKの幼児向け教育番組『おかあさんといっしょ』11代目うたのおねえさん。同じく11代目として登場したのが斉藤伸子である。1974年4月- 1979年3月までの5年間、斉藤と同じ期間うたのおねえさんとして務めた。お姉さん時代の愛称は「くまちゃん」。なお、同じ代で同時期に出演したのは松熊と斉藤の代だけである。
| スタブアイコン | サブスタブ | この項目は、まだ閲覧者の調べものの参照としては役立たない、歌手に関連した書きかけの項目です。この項目を加筆・訂正などしてくださる協力者を求めています（P:音楽/PJ:芸能人）。 |